# Disconatis accolus
Disconatis accolus är en ringmaskart som först beskrevs av Estcourt 1967.  Disconatis accolus ingår i släktet Disconatis och familjen Polynoidae.
Artens utbredningsområde är havet kring Nya Zeeland. Inga underarter finns listade i Catalogue of Life.